# Cabaret (Haïti)
Pour les articles homonymes, voir Cabaret (homonymie).
Cabaret (Kabarè en créole) est une commune d'Haïti située dans le département de l'Ouest et dans l'arrondissement de Arcahaie.

## Démographie
La commune est peuplée de 62 063 habitants(recensement par estimation de 2009).

## Histoire
À l'époque des dictateurs François Duvalier et Jean-Claude Duvalier, la ville fut nommée "Duvalierville".

## Administration
La commune est composée des sections communales de :
- Boucassin 1
- Boucassin 2
- Fonds-des-Blancs (ou Cazale)
- Source-Matelas

## Économie
L'économie de la ville repose sur la culture du sisal et de la culture maraichère.
La pêche est également un facteur économique important.